# Vargasiella peruviana
Vargasiella peruviana är en orkidéart som beskrevs av Charles Schweinfurth. Vargasiella peruviana ingår i släktet Vargasiella och familjen orkidéer. Inga underarter finns listade i Catalogue of Life.